# 埃斯特雷拉港
埃斯特雷拉港是巴西马托格罗索州的一个市镇。总面积2065.241平方公里，总人口3984人，人口密度1.9人/平方公里。